# Jusqu'à la mort (album)
 (mars 2020).
Si vous disposez d'ouvrages ou d'articles de référence ou si vous connaissez des sites web de qualité traitant du thème abordé ici, merci de compléter l'article en donnant les références utiles à sa vérifiabilité et en les liant à la section « Notes et références ».
Pour les articles homonymes, voir Jusqu'à la mort.
Albums de Mafia K'1 Fry
La Cerise sur le ghetto
(2003)
Jusqu'à la mort est le second album studio du collectif de rap français Mafia K'1 Fry, sorti le 29 janvier 2007 sur Up Music/Menace Records. L'album contient des titres émouvants comme Thug life, Mama ou Au bon vieux temps, des titres hardcore comme Guerre, Tu vois, Microbes, Val 2 meurtre ou Survivor, des titres plus légers comme Tout est possible ou K'1 Fry club.
Il est entre directement à la septième place des meilleures ventes d'albums en France et reste classé vingt-huit semaines.
L'album est réédité l'année suivante avec trois morceaux inédits. Rohff, qui avait quitté le groupe, revient pour l'occasion, pour apparaître sur deux d'entre eux.

## Liste des pistes
| No  | Titre                                               | Interprète(s) | Durée |
| --- | --------------------------------------------------- | --- | ----- |
| 1.  | On n'a pas fini                                     | Mista Flo, Selim du 9.4, OGB, Jessy Money, Intouchable, Manu Key, AP                                                 |       |
| 2.  | Guerre                                              | Kery James, Mista Flo, Dry, Teddy Corona, AP, OGB, Demon One, Manu Key, Rim'K                                        |       |
| 3.  | Tout est possible                                   | Dry, AP, Manu Key, OGB, Rim'K, Demon One                                                                             |       |
| 4.  | Val 2 meurtre                                       | Jessy Money, Rim'K, Karlito, AP, Dry, OGB, Demon One                                                                 |       |
| 5.  | Au bon vieux temps                                  | Karlito, Kery James, Intouchable, Rim'K                                                                              |       |
| 6.  | Survivor                                            | Kery James, Teddy Corona, Intouchable, OGB, Mista Flo, Manu Key, AP, Rim'K                                           |       |
| 7.  | Microbes (feat. Les Affranchis)                     | Rim'K, Kery James, Demon One                                                                                         |       |
| 8.  | Mama                                                | Manu Key, Jessy Money, OGB, AP, Teddy Corona, Selim du 9.4, Kery James, Mista Flo, Rim'K, Mokobé                     |       |
| 9.  | Voyous en costard                                   | Demon One, Kery James, Rim'K                                                                                         |       |
| 10. | M.I.S.T.A                                           | Mista Flo, Teddy Corona                                                                                              |       |
| 11. | Incompris (feat. Mohamed Lamine & Abdoulaye M'Baye) | Selim du 9.4, Rim'K, Dry, Teddy Corona, Manu Key, Mokobé, Mista Flo, OGB, AP, Kery James, Rim'K                      |       |
| 12. | La pilule                                           | Teddy Corona, Demon One                                                                                              |       |
| 13. | Tu vois ?                                           | Rim'K, AP, Intouchable                                                                                               |       |
| 14. | Ah ouais ?! (Interlude)                             | |       |
| 15. | La balle                                            | OGB, Dry, Rim'K, Kery James                                                                                          |       |
| 16. | K'1 Fry club                                        | Dry, OGB, Teddy Corona, AP, Demon One                                                                                |       |
| 17. | Thug life                                           | Kery James (avec les voix de Teddy Corona, 113, Mista Flo, Dry, Jessy Money, Demon One, Selim du 9.4, Manu Key, OGB) |       |

## Liste des pistes de la réédition
1. On gère - Kery James, Dry, Teddy Corona, Rohff
2. Tout est possible (Remix) - Kery James, Dry, AP, Rohff
3. Marqués à vie - Kery James, Dry, Selim du 9.4

## Classements
L'album est classé en France, en Belgique et en Suisse :
| Pays              | Meilleure position | Semaines classées |
| ----------------- | ------------------ | ----------------- |
| France            | 7                  | 28                |
| Belgique Wallonie | 69                 | 5                 |
| Suisse            | 82                 | 1                 |

## Certifications
| Pays           | Certifications | Ventes certifiées |
| -------------- | -------------- | ----------------- |
| France (SNEP). | Or             | 75 000            |